# Качемак (залив)
Качемак (англ. Kachemak) — один из двух рукавов залива Кука, длиной 64 км в штате Аляска, США, на юго-западе полуострова Кенай. На берегу залива расположены населённые пункты Хомер, Халибут-Ков, Селдовия, Нануалек, Порт-Грэхэм, Качемак, а также три старообрядческих поселения в районе Фокс-Ривер: Вознесенка, Качемак-Село и Раздольна. Площадь поверхности — 700 км².
Слово Качемак переводится с алеутского языка как «дымный залив».

## Особенности
В этом районе находится национальный парк Качемак — первый парк, получивший статус парка штата на Аляске. Туда не проложена дорога, поэтому туристы прибывают в эти места на лодке или на самолёте.
Эта территория также контролируется Национальной системой по исследованию эстуарных вод залива Качемак, которая является частью общей американской программы. Круглый год в заливе обитает рыба и киты. Водоплавающие птицы и кулики прилетают на Качемак зимой, а водоплавающие птицы и морские млекопитающие, включая выдр, тюленей, морских свиней и китов, остаются в заливе круглый год. В тёплое время года на прибрежной территории можно встретить лосей, койотов и медведей.
Приливы и отливы в заливе Качемак имеют достаточно большую величину.